# Оргодолын Уйтумэн
Оргодолын Уйтумэн (монг. Оргодолын Үйтүмэн; род. 29 апреля 1989) — монгольский борец вольного стиля, призёр чемпионатов  Азии.

## Биография
Родился в 1989 году в сомоне Есензуйлэ аймака Уверхангай. В 2012 году принял участие в Олимпийских играх в Лондоне, но стал там лишь 14-м. В 2014 году стал бронзовым призёром чемпионата Азии. В 2016 году стал серебряным призёром чемпионата Азии, а также принял участие в Олимпийских играх в Рио-де-Жанейро, но стал там лишь 15-м. В 2018 году стал серебряным призёром чемпионата Азии и бронзовым призёром Азиатских игр.